# هیمنه
هیمنه (به ترکی استانبولی: Haymana) شهری است در کشور ترکیه که در استان آنکارا واقع شده‌است. جمعیت این شهر بر اساس سرشماری سال ۲۰۰۸ میلادی ۹٬۹۲۲ نفر و بر اساس برآوردهای سال ۲۰۰۹ میلادی ۱۰٬۳۸۰ نفر می‌باشد.